# Escudo de la provincia de Albacete

Escudo actual de la provincia de Albacete.

El escudo de la provincia de Albacete actual, vigente desde 1994, representa al Alfoz de Alcaraz, al marquesado de Villena y a la Orden de Santiago, que dominaron las tierras de la actual provincia de Albacete durante la Edad Media tras la Reconquista. Representa también a la capital, Albacete, cuyo escudo aparece en el escusón. No obstante, la provincia de Albacete ha utilizado históricamente diversos escudos.

## Descripción heráldica
El escudo provincial actual se describe como "Escudo mantelado: El primero, de gules, con dos llaves de plata puestas en sotuer, unidas por una cadena de sable, que son las armas abreviadas de Alcaraz. El segundo, de gules, con una mano derecha alada de oro teniendo una espada de plata guarnecida de oro, que es el emblema de los Manuel, primeros señores de Villena. El tercero, de plata, con una cruz de Santiago de Gules. En abismo, un escusón con las armas de Albacete, que son en campo de plata, tres torres de piedra mazonadas de sable y aclaradas de azur, puestas una y dos, surmontadas de un murciélago de sable. Al timbre corona real cerrada española".

## Historia

Escudo actual de Albacete, escudo provincial hasta 1956.

Escudo de la Diputación provincial desde 1956 a 1994.

Desde la creación de la provincia en 1833 hasta 1956 se usó el escudo de la capital, Albacete, en sus modelos con águila y murciélago. El 28 de noviembre de 1956, el presidente de la Diputación, Andrés Masiá Martí, expuso al Pleno la necesidad de adoptar un escudo propio y diferente. La memoria presentada y aprobada por el Pleno el 27 de diciembre de 1956 implantaba dos escudos diseñados por Vicente de Cadenas y Vicent.
Dichos dos escudos eran uno grande o completo y otro pequeño o sencillo. El grande o completo se describía así: 
"Escudo cortado y partido por tres líneas formando un total de ocho cuarteles, en los que irán pintadas las armas de los correspondientes ocho Partidos Judiciales de que se compone la provincia de Albacete, armas que por estar usándose no consideramos razonar sus motivos, privilegios o autorizaciones que dieron origen a su empleo, componiéndose sus cuartes:
Escudo provincial
1.º: ARMAS DEL AYUNTAMIENTO DE ALBACETE. En campo de plata, tres castillos mal ordenados, de su color, apoyado el superior sobre los otros dos y sumado de un murciélago, de sable (negro).
2.º: ARMAS DEL AYUNTAMIENTO DE YESTE. Su campo de plata, un águila explayada de sable (negra), cargada de un escudo cuartelado en cruz, el 1.º y 2.º de una lis y el 3.º y 4.º de un león rampante.
3.º: ARMAS DEL AYUNTAMIENTO DE ALCARAZ. En campo de gules (rojo), un castillo de plata, acompañado de dos llaves, de plata, unidos por una cadena, de sable, (negra). Bordura con la siguiente inscripción: "Clavis hispanise e caput tottus estremadurae", en sable sobre plata.
4.º: ARMAS DEL AYUNTAMIENTO DE CHINCHILLA DE MONTE-ARAGÓN. En campo sinople, un castillo de plata, con dos águilas afrontadas, apoyando una pata en la torre del homenaje y otra en una de las torres laterales; acostado de dos ciervos, en su color que apoyan sus manos en las almenas del castillo.
5.º: ARMAS DEL AYUNTAMIENTO DE HELLÍN. En campo de plata, un castillo de su color, superado de una corona de Marqués, de oro, sumada de un brazo armado y acostado de dos leones rampantes, afrontados y apoyados en el castillo.
6.º: ARMAS DEL AYUNTAMIENTO DE LA RODA. En campo de azur, una torre de plata, sumada de un rey armado y acompañada de las letras "R F" (roda fuerte) en plata.
7.º: ARMAS DEL AYUNTAMIENTO DE CASAS-IBÁÑEZ. En campo de gules, un obelisco, de oro.
8.º: ARMAS DEL AYUNTAMIENTO DE ALMANSA. Escudo partido. 1.º en campo de azur (azul) un castillo de oro, sobre unas peñas, surmontado de dos brazos alados y armados, de plata. 2.º, en campo de gules (rojo), un obelisco de plata, sumado de un león rampante, coronado y armado y el obelisco acolado por tres banderas de cada lado.
Escusón: en plata, tres castillos mal ordenados, de su color, apoyado el superior sobre los otros dos y sumado de un murciélago de sable (negro). Jefe partido: 1.º en gules, un castillo de oro y 2.º, en azur (azul), tres flores de lis, de oro. Bordura de esta última partición de gules. Según la costumbre tradicional española va timbrado el escudo de una corona real abierta, compuesta de ocho florones u hojas de acanto, de las cuales cinco vistas y embellecidas de perlas y perlas interpoladas entre ellas y de piedras preciosas de azur y gules en cerco de la corona."
El pequeño o sencillo consistía únicamente en el escusón del escudo grande o completo, timbrado con la misma corona Real abierta que el escudo grande o completo.
El Pleno de la Diputación Provincial decidió sustituir los escudos, sin embargo, en las sesiones del 30 de julio de 1992 y 12 de febrero de 1993. En sesión ordinaria celebrada el día 7 de junio de 1994, el Pleno de la Diputación Provincial dio cuenta de la resolución de la Consejería de Administraciones Públicas de la Junta de Comunidades de Castilla-La Mancha, aprobando el que, desde entonces, es oficialmente el nuevo escudo de la provincia de Albacete.